# Реутовський міський округ
Ре́утовський міський округ (рос. Реутовский городской округ) — муніципальне утворення у складі Московської області Росії.
Адміністративний центр та єдиний населений пункт — місто Реутов.

## Історія
30 грудня 1970 року місто Реутов отримало статус обласного та виведене зі складу Балашихинського району.
2004 року Реутовська міська адміністрація обласного підпорядкування перетворена в Реутовський міський округ.

## Населення
Населення округу становить 106962 особи (2019; 87314 у 2010, 76805 у 2002).